# Iglesia presbiteriana Bíblica
La Iglesia Presbiteriana Bíblica es una denominación protestante estadounidense formada en 1937, principalmente por pastores presbiterianos conservadores como Carl McIntire, J. Oliver Buswell Allen y A. MacRae. Francis Schaeffer fue el primer ministro en ser ordenado en la nueva denominación. El Primer Sínodo General de la Iglesia Presbiteriana de la Biblia se celebró en 1938 en Collingswood, New Jersey. 
Es una rama de la Iglesia Presbiteriana Ortodoxa, formada poco antes, y una continuación de la Iglesia Presbiteriana de América (no confundir con el parecido, pero más tarde en la Iglesia Presbiteriana de América). Una vez que la facción conservadora había abandonado la Iglesia Presbiteriana en los Estados Unidos de América (PCUSA), puso de manifiesto considerables disensiones entre los propios conservadores, y se hizo evidente que había dos grupos dentro de la Iglesia Presbiteriana Ortodoxa. El primer grupo estaba más estrechamente ligado a los modos tradicionales de culto, las formulaciones teológicas, entre otras cosas. Este grupo celebró las formulaciones clásicas de la teología reformada (como mediada a través de la Confesión de Westminster y los Catecismos) y de la piedad, formando así una facción "ortodoxa". 
La otra facción abrazó un conservadurismo que mostró un interés más vivo  en los asuntos culturales y políticos, y consideraba la actitud de la PCUSA como un síntoma de un rechazo de larga data, de gran parte de la sociedad más grande de América, de los principios del cristianismo conservador. Este grupo era esencialmente de carácter fundamentalista, y se sumó a la facción "bíblica". McIntire sentó las bases de buena parte lo que se llamaría la "derecha cristiana" en América: la religión y la política. 
Dos cuestiones principales hicieron evidente la existencia de estas facciones dentro de la Iglesia Presbiteriana Ortodoxa. La primera tenía que ver con un clásico reformado más de piedad en contra de una piedad fundamentalista. Se llegó a una situación de conflicto por la utilización de bebidas alcohólicas. El lado "ortodoxo" condenaba la embriaguez, sin embargo, no estaba de acuerdo en que la Escritura prescribiera totalmente a los cristianos la abstención de beber alcohol, mientras que el lado "bíblico" afirmaba que la Biblia prohibía por completo el consumo de alcohol .